# 奧比杜什

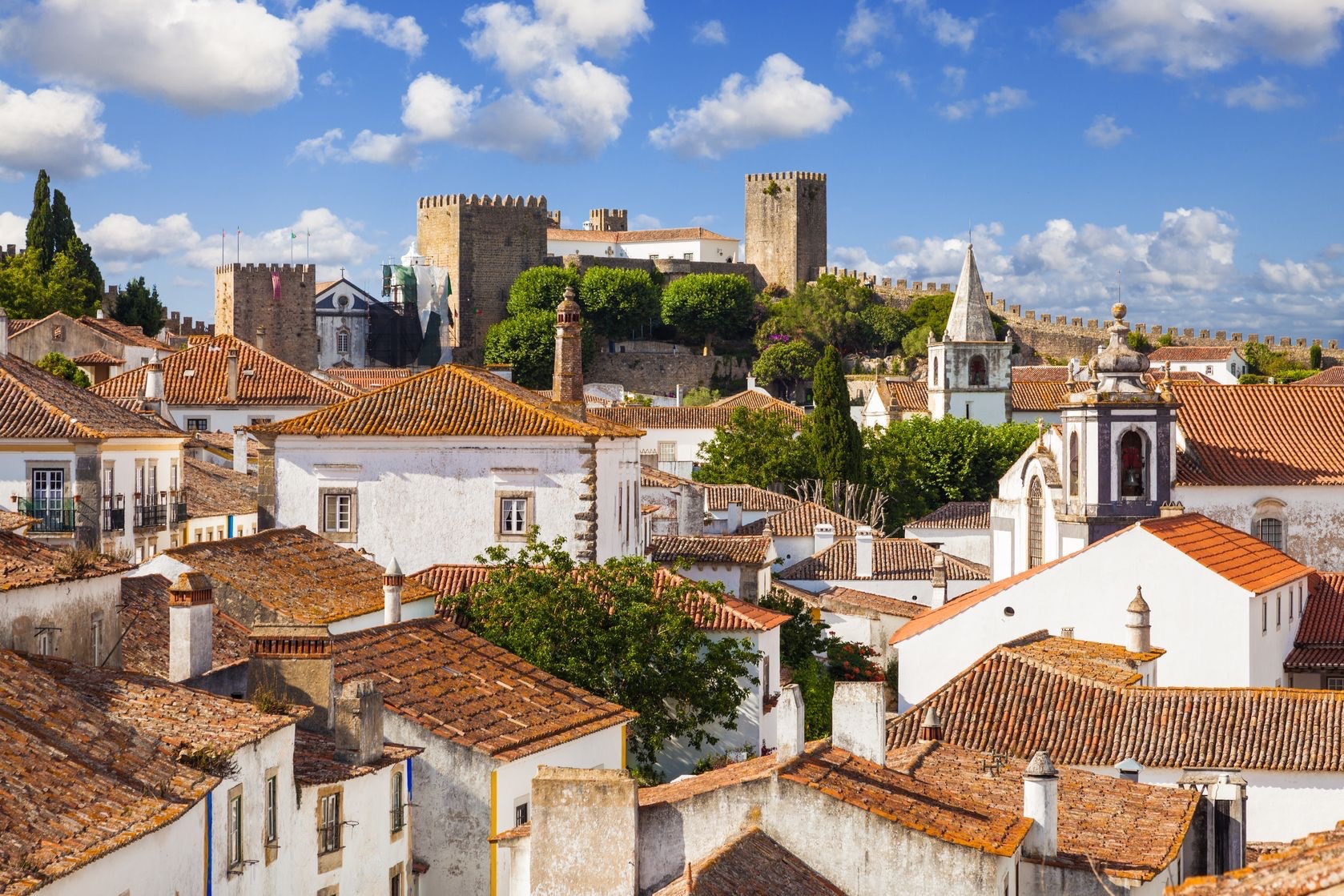

39°21′29″N 9°9′28″W / 39.35806°N 9.15778°W
奧比杜什（葡萄牙語發音：[ˈɔβiðuʃ] ⓘ），是葡萄牙的城鎮，位於該國中部，由萊里亞區負責管轄，始建於1195年，面積141.55平方公里，2021年人口11,922，該城鎮人口密度每平方公里83.16人。

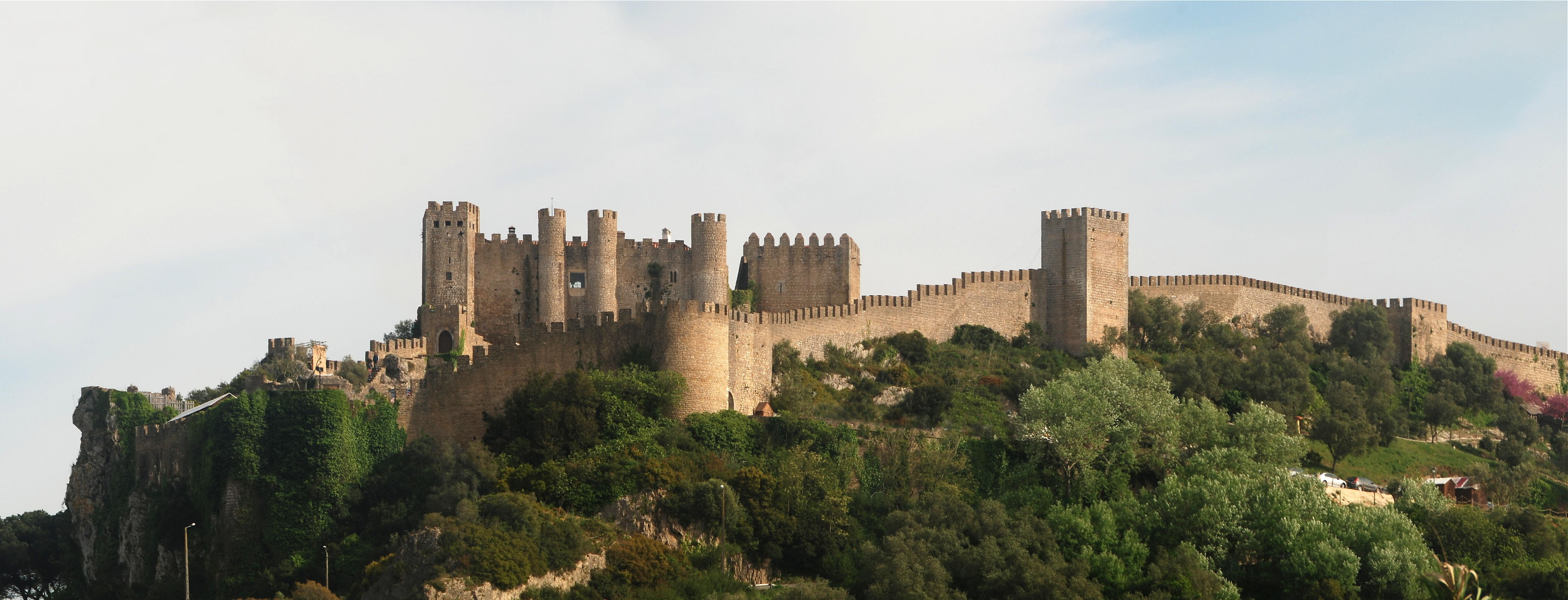

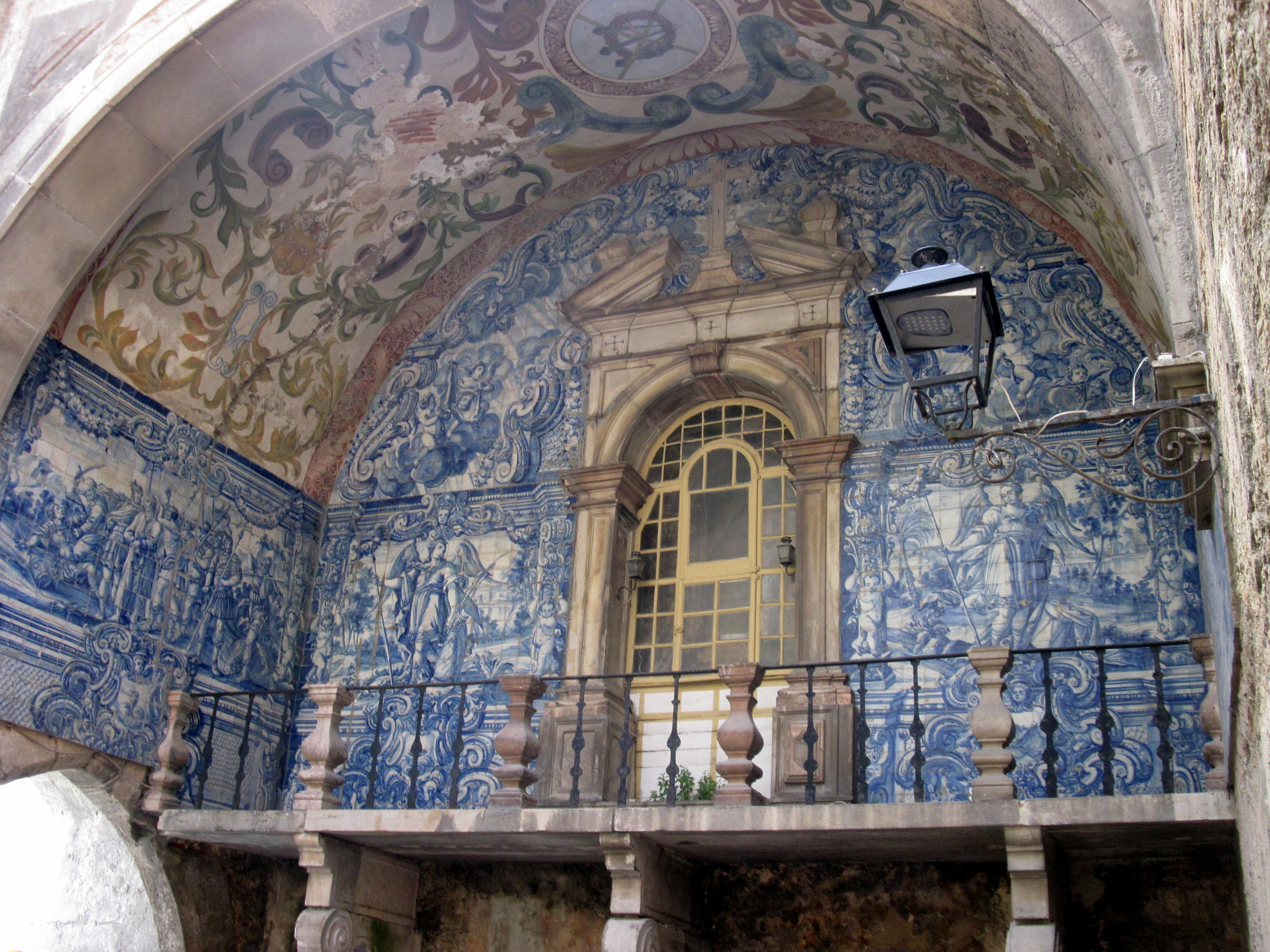

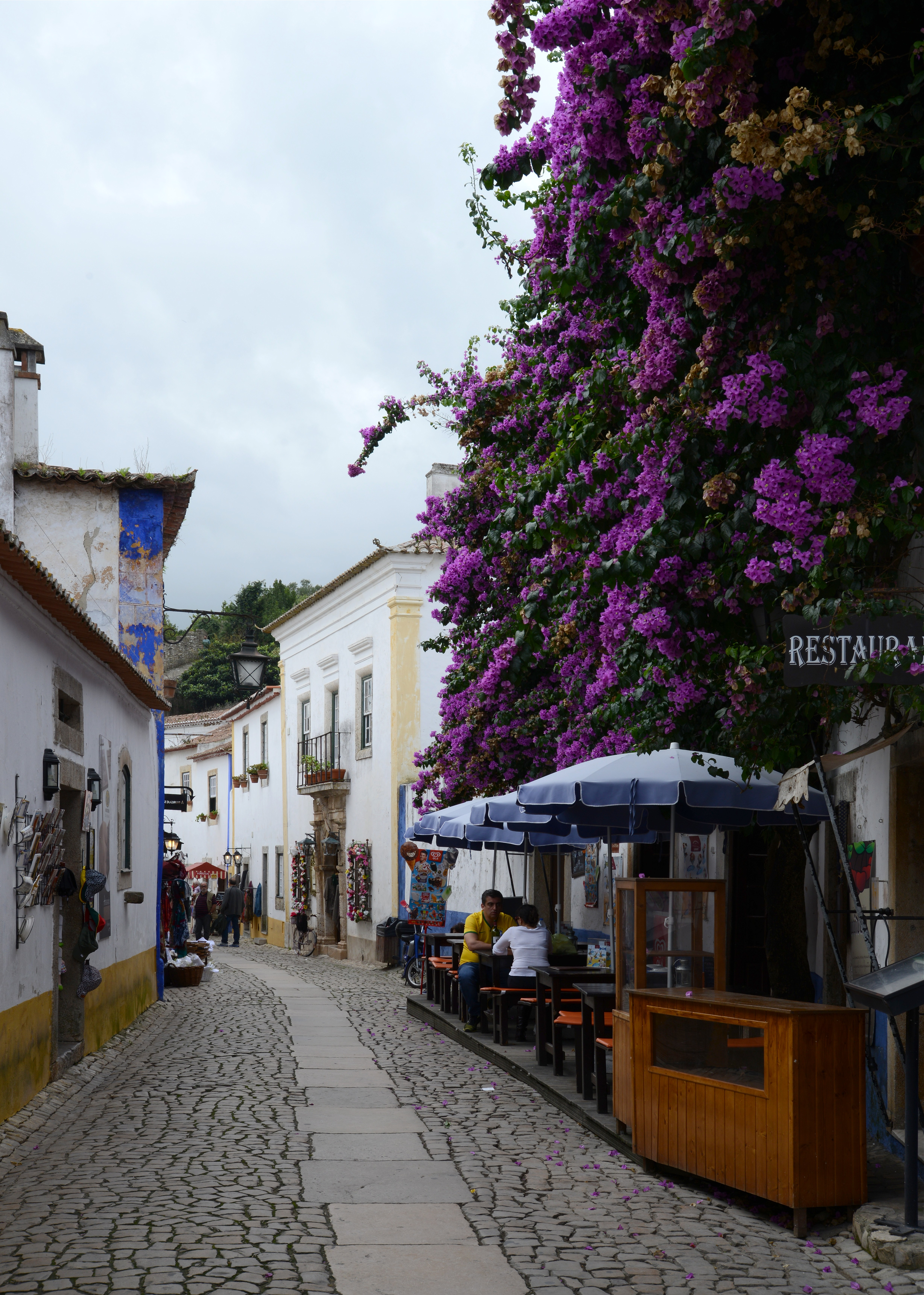

## 外部連結
- Óbidos Turismo, Município de Óbidos （页面存档备份，存于） - official Óbidos Tourism website （葡萄牙文） （英文） （法文）
- Obidos Guide （页面存档备份，存于）
- The International Festival of Chocolate, Óbidos, Portugal （页面存档备份，存于） - official website （葡萄牙文） with basic information (dates, times, ticket prices) clearly shown.
- Obidos turistic Guide (Portugal) （页面存档备份，存于） - Website in collaboration with Turismo de Portugal and Estoril Tourism School.